# Iglesia de San Esteban (Andorra la Vieja)
La Iglesia de San Esteban
(en catalán: Església de Sant Esteve) es una iglesia situada en la plaza del Príncep Benlloch de Andorra la Vieja, la capital del principado de Andorra. Es una propiedad protegida inscrita en el Patrimonio Cultural de Andorra. Fue construida en el siglo XII y luego restaurada en el siglo XX.
Originariamente románica, ha sido modificada y ampliada en diferentes ocasiones, la última y más importante en el siglo XX.
De la obra original se conserva el ábside semicircular románico (siglo XIII), el más grande de Andorra, y el arranque de los muros de la nave. En la parte exterior, el ábside presenta una decoración hecha con un friso y con arcos y bandas lombardas. El campanario, de planta cuadrada, es una esbelta torre de tres pisos, sin decoración.